# 托爾金閱讀日
托爾金閱讀日（英語：Tolkien Reading Day）是由托爾金協會在2003年3月25日開始發起的年度活動，旨在鼓勵民眾閱讀J·R·R·托爾金的文學作品。選在3月25日的原因是為了紀念《魔戒》小說中黑暗魔君索倫敗亡的日子。
這個活動當初是受到了紐約州雪城當地報紙《雪城郵報》專欄作家肖恩·克斯特（Sean Kirst）的建議而設立的。

## 外部連結
- 托爾金閱讀日 （页面存档备份，存于）（英文）
- 托爾金閱讀日 （页面存档备份，存于）在Tolkien Gateway上的條目（英文）